# Ян Сёу Мин
Ян Сёу Мин (англ. Yang Siow Ming, 1 июля 1946, Перак, Федерированные Малайские Государства) — малайзийский хоккеист (хоккей на траве), нападающий.

## Биография
Ян Сёу Мин родился 1 июля 1946 года в малайзийском городе Перак.
Играл в хоккей на траве за КОБРА.
В 1968 году вошёл в состав сборной Малайзии по хоккею на траве на Олимпийских играх в Мехико, занявшей 15-е место. Играл на позиции нападающего, провёл 8 матчей, забил 1 мяч в ворота сборной Аргентины.
В 1972 году вошёл в состав сборной Малайзии по хоккею на траве на Олимпийских играх в Мюнхене, занявшей 8-е место. Играл на позиции нападающего, провёл 9 матчей, мячей не забивал.